# Pierre-Paul Henry
Pierre Paul Henry est un homme politique français né le 12 octobre 1738 à Saint-Flour et mort le 26 brumaire an VII ( 16 novembre 1798) à Saint-Flour.

## Biographie
Administrateur du département du Cantal, il est député de 1791 à 1792, siégeant dans la majorité. Il est juge au tribunal civil de Saint-Flour de l'an IV à l'an VIII.

## Sources
- « Pierre-Paul Henry », dans Adolphe Robert et Gaston Cougny, Dictionnaire des parlementaires français, Edgar Bourloton, 1889-1891 [détail de l’édition]